# Азербайджан на літніх Паралімпійських іграх 2008
Азербайджан на літніх Паралімпійських іграх 2008 був представлений 18 спортсменами в 4 видах спорту.